# Al-Hajjam al-Hasan ben Muhammad ben al-Qasim
Al-Hajjâm al-Hasan ben Muhammad ben al-Qâsim (arabe : الحجام الحسن بن محمد بن القاسم بن إدريس[al-ḥajjām al-ḥasan ben muḥammad ben al-qāsim ben idrīs]) (arabe: حجام [ḥajjām], barbier; guérisseur) succéde à Yahyâ ben Idrîs ben Umar (Yahya IV) comme sultan idrisside en 925. 

## Histoire

### Dernier sultan idrisside de Fès
Fils de Yahya ben al-Qasim, Al-Hasan ben Muhammad reprend en 925 aux Fatimides la gouvernance de Fès perdu par son cousin Yahya ben Idris ben Umar en 917 et règne jusqu'en 927. C'est le dernier Idrisside à résider à Fès. 

### L'exil
Après quelques victoires qui lui permettent de reconquérir Meknès, il est défait au cours d'une bataille proche de Fès (927) par le gouverneur fatimide Mûsâ ben Abî al-Afiya. Il s'enfuit dans le Rif puis vers l'Andalousie où il meurt en 944.

## Source
- Charles-André Julien, Histoire de l'Afrique du Nord, des origines à 1830, édition originale 1931, réédition Payot, Paris, 1994
- Site Internet en arabe http://www.hukam.net/